# U 45
U 45 byla německá ponorka typu VIIB postavená před druhou světovou válkou pro německé válečné námořnictvo. V období 19. srpna 1939 až 9. října 1939 vyplula pouze na dvě bojové plavby, při nich potopila dvě lodi o celkové tonáži 19 313 BRT. Do služby byla zařazena 25. června 1938 pod velením kapitänleutnanta (Kptlt.) Alexandra Gelhaara.

## Konstrukce
Německé ponorce typu VIIB předcházely kratší ponorky typu VIIA. U 45 měla výtlak 753 tun při plavbě na hladině a 857 tun při plavbě pod hladinou. Měla délku 66,50 m, šířku 6,20 m, výšku 9,50 m a ponor 4,74 m. Pohon zajišťovaly dva čtyřtaktní šestiválcové diesel motory Germaniawerft F46 o výkonu 2 800 až 3 200 PS při plavbě na hladině a dva elektrické motory BBC GG UB 720/8 s výkonem 750 PS při plavbě pod hladinou. Byla vybavena dvěma hřídeli a dvěma 1,23 m lodními šrouby. U 45 mohla operovat v hloubce až 230 metrů.
U 45 dosáhla maximální rychlosti na hladině 17,9 uzlů (33,2 km/h) a 8 uzlů (15 km/h) při plavbě pod hladinou. Operační dosah činil 90 nm (170 km) při rychlosti čtyř uzlů (7,4 km/h) pod hladinou moře a 8 700 nm (16 100 km) při rychlosti 10 uzlů (19 km/h) při plavbě na hladině.
Ve výzbroji U 45 bylo pět torpédometů ráže 533 mm (4 na přídi a 1 na zádi), 88 mm námořní kanón SK C/35 a jeden 20 mm protiletadlový kanón.
Posádku tvořilo čtyřicet čtyři až šedesát mužů.

## Historie
Ponorka U 45 byla objednána v loděnicích Friedrich Krupp Germaniawerft AG v Kielu pod výrobním číslem 583. Výroba byla zahájena 23. ledna 1938 a na vodu byla spuštěna 27. dubna 1938. Do služby byla zařazena 25. června 1938. U 45 vykonala pouze dvě bojové plavby.

### První bojová plavba
Po ukončení výcviku, opustila Kiel dne 19. srpna 1939 a vyplula na první bojovou plavbu (před vypuknutím druhé světové války), pod vedením Kptlt. Alexandra Gelhaara a vrátila se zpět do Kielu 15. září 1939. Během dvaceti osmi denní plavby nebyla napadena žádná nepřátelská plavidla.

### Druhá bojová plavba
Dne 9. října 1939 U 45 vyplula ke své druhé bojové plavbě opět pod velením Kptlt. Alexandra Gelhara. Dne 14. října 1939 zachytila a zaútočila na konvoj KJF-3 asi 230 nm (430 km) jihozápadně od Irska. Potopila dvě lodi o celkové tonáži 19 313 BRT. Při útoku na britský parník Karamea (10 350 BRT) jediné vypálené torpédo předčasně vybuchlo (běžný problém na začátku války), takže parník nebyl poškozen. Přeživší členy posádek napadených lodí vyzvedla HMS Ilex a dopravila je do Plymouthu.
| datum          | jméno    | příslušnost | tonáž [BRT] | konvoj |          | zdroj |
| -------------- | -------- | ----------- | ----------- | ------ | -------- | ----- |
| 14. říjen 1939 | Lochavon | VB          | 9 205       | KJF-3  | potopena | [ 3 ] |
| 14. říjen 1939 | Bretagne | Francie     | 10 108      | KJF-3  | potopena | [ 3 ] |

### Zánik
Při útoku na spojenecký konvoj 14. října 1939 byla ponorka U 45 napadena hlubinnými pumami britských válečných lodí HMS Inglefield, HMS Ivanhoe a HMS Intrepid na pozici 50° 58′ 0″ N, 12° 57′ 0″ W. Celá posádka 38 mužů zahynula.